# Havrafälle sjö
Havrafälle sjö är en sjö i Värnamo kommun i Småland och ingår i Lagans huvudavrinningsområde. Sjön är 4,5 meter djup, har en yta på 0,16 kvadratkilometer och är belägen 202 meter över havet.